# Adolf Schütz (Politiker)
Adolf Schütz (* 28. März 1938 in Laa an der Thaya) ist ein ehemaliger österreichischer Politiker (SPÖ) und Gebietskrankenkassenangestellter. Er war von 1986 bis 1998 Abgeordneter zum Landtag von Niederösterreich.

## Leben
Schütz besuchte nach der Volksschule eine Hauptschule und absolvierte danach eine landwirtschaftliche Fachschule. 1965 trat er in den Dienst der Niederösterreichischen Gebietskrankenkasse. Er engagierte sich lokalpolitisch ab 1972 als Gemeinderat in Laa an der Thaya und hatte von 1975 bis 1993 das Amt des Vizebürgermeisters inne. Am 18. Dezember 1986 rückte Schütz für Georg Stangl als Abgeordneter in den Niederösterreichischen Landtag nach, dem er bis zum 16. April 1998 angehörte.

## Auszeichnungen
- 1997: Großes Silbernes Ehrenzeichen für Verdienste um die Republik Österreich[1]